# Abbaye de Florival
Pour les articles homonymes, voir Florival.
L'abbaye de Florival fut un monastère de moniales bénédictines puis cisterciennes situé en Belgique, dans la commune de Grez-Doiceau, dans la province du Brabant Wallon. Les premiers temps de l’abbaye sont méconnus, la fondation pouvant avoir eu lieu au XIe siècle selon certaines sources, mais assurément une autre fondation date du XIIIe siècle.
L’abbaye a commencé par acquérir des biens fonciers, principalement des bois et des petits champs dans les environs immédiats, destinés au chauffage et à l’approvisionnement de la communauté, ainsi que des fermes. L'abbaye est très pauvre et ce qu’elle touche grâce à la production des fermes ne sert généralement qu’à financer les travaux de rénovation des bâtiments.
La fin du XVIe siècle est marquée par des troubles nés des revendications protestantes ou encore des révoltes menées par des seigneurs locaux, liées à la diminution de leur pouvoir et à l'augmentation des impôts. L’abbatiale de Florival et une partie de ses bâtiments furent pillées et incendiées par la troupe espagnole. Pour éviter les guerres, les famines et les épidémies, la communauté a fui l'abbaye et s'est exilée jusqu’au début du XVIIe siècle.
Au XVIIIe siècle, malgré quelques embellies, la situation de l'abbaye ne s'est pas améliorée durablement. On a assisté à une décadence tant spirituelle que temporelle. La révolution brabançonne jeta le pays dans la confusion. En 1794, les troupes révolutionnaires françaises se rendirent maîtres des Pays-Bas Autrichiens et s'y sont comportés comme en pays conquis. Les religieuses furent dispersées et les bâtiments vendus. Aujourd’hui le site est occupé par le Centre Fédéral de Formation des Services de Secours, situé dans la rue qui porte le nom de l’abbaye, rue de Florival.

## Histoire de l'abbaye

### Fondation incertaine (1096-1218)
Les premiers temps de L’abbaye de Florival sont très flous. Selon la légende, elle aurait été fondée en 1096 par le comte Werner de Grez à son retour de Terre sainte, qui aurait fondé au lieu-dit Netenburg une communauté de moniales bénédictines, progressivement abandonnée. L’abbaye aurait ensuite été refondée vers 1192 (ce qui aurait été précisé dans une charte accordée par le pape Célestin III, aujourd'hui disparue) par un certain Bartholomé Lanio, père de Béatrice de Nazareth, qui aurait appartenu à la classe moyenne de Tirlemont et qui, trouvant un monastère en piteux état et presque déserté, se serait chargé de le reprendre en main et de l'affilier à l’Ordre de Cîteaux sous mandat du Pape Célestin III. L’abbé Théophile Ploegaerts, auteur des travaux les plus complets sur le sujet, avance les environs de 1210 pour le passage de Florival à l'Ordre de Cîteaux. Ce passage est confirmé à Rome en 1218 par le pape Honorius III sous l’abbatiat de la première abbesse de l’abbaye, Gentla d’Aerschot. L’abbesse serait elle-même allée plaider la cause de l’abbaye à Rome. Or, Werner de Grez n'est jamais revenu de la Terre Sainte: il y est mort . Il est donc très douteux que l'abbaye aurait été fondée en 1096 et qu'elle aurait été refondée ensuite vers 1192 car il n'existe aucune source pour certifier ceci. Il est beaucoup plus probable que Bartholomé Lanio a fondé Florival entre 1214 et 1218 et que ceci soit la première et unique "fondation" .

### Acquisition de biens fonciers, développement difficile (XIIIeetXIVesiècles)
Durant les premières années de son existence, l’abbaye commence par acquérir des biens fonciers, principalement des bois et des petits champs dans les environs immédiats, destinés au chauffage et à l’approvisionnement de la communauté. Elle acquiert aussi les fermes de la Malaise à Bossut, du Broeck à Nethen, de Malève à Orbais et celle de Bierwart à Ottignies-Wavre qui est la plus rentable de toutes. Florival est très pauvre et ce qu’elle touche grâce à la production des fermes ne sert généralement qu’à financer les travaux de rénovation des bâtiments.

### Réaction de la communauté face au relâchement de la discipline (XVesiècle)
Vers le XVe siècle, face à un relâchement général dans les communautés moniales qui adaptent les règles de vie monastiques aux conditions de vie locales, certains monastères se rassemblèrent en congrégations indépendantes afin d’entamer des réformes dans le but d’un retour à la règle de Saint-Benoît telle que pratiquée par Cîteaux. Les points principaux de cette réforme sont le rétablissement de la clôture religieuse et de la communauté des biens. La réforme est appliquée à Florival avec l'arrivée de l’abbesse Marie de Wittem (1520-1537), venue de l’abbaye de Val-Duc, déjà réformée. Quelques années plus tôt l’abbesse Elvide Shreven (1520-1537), venue de Val-Duc elle aussi, avait déjà entamé cette réforme mais la brièveté de son abbatiat ne lui permit pas de la mener à bien.

### Retour de la ferveur religieuse (1516-1575)
Le XVIe siècle (1516-1575) est, de manière globale, une période de ferveur religieuse pour le monastère qui observera la règle de vie cistercienne avec une discipline exemplaire grâce à la réforme apportée depuis Val-Duc.

### Troubles iconoclastes, répression, exactions (1543-1578)
La fin du XVIe siècle est marquée par des troubles nés des revendications protestantes et, dans les Pays-Bas espagnols, du calvinisme qui y pénètre dès 1543. Les territoires de l’actuelle Belgique connaissent une période de violences comme la vague d’iconoclasme de 1566 ou encore des révoltes menées par des seigneurs locaux, contre la réduction de leur pouvoir au profit de clercs nommés par Philippe II et contre les impôts levés sur leurs territoires qui profitent surtout à l’Espagne. Une répression sanglante est menée par le duc d’Albe jusqu’en 1573 sans que ce dernier ne parvienne à ramener le calme. L’abbaye de Florival qui est située à proximité des routes empruntées par la troupe subit les exactions de celle-ci lorsqu’elle se trouve, en 1578, sur la route de Juan d’Autriche, gouverneur des Pays-Bas, menant ses armées près de Wavre où lui ont été signalés des rebelles. L’église et une partie des bâtiments sont pillés et incendiés par la troupe.

### Dispersion de la communauté, exil puis retour (1578-1600 env.)
La petite communauté, à l’époque sous l’abbatiat d’Amelberghe Kemels (1576–1585), fuit l'abbaye et se disperse. La plupart des religieuses trouvent refuge à Louvain. Leur exil dure jusqu’au début du XVIIe siècle. La date exacte du retour des religieuses à Florival n’est pas connue mais elle se situe entre l’élection de l’abbesse Martine de Bossut le 17 mars 1595, à Louvain, et sa mort à Florival en 1613.

### Décadence du monastère (1613-1690)

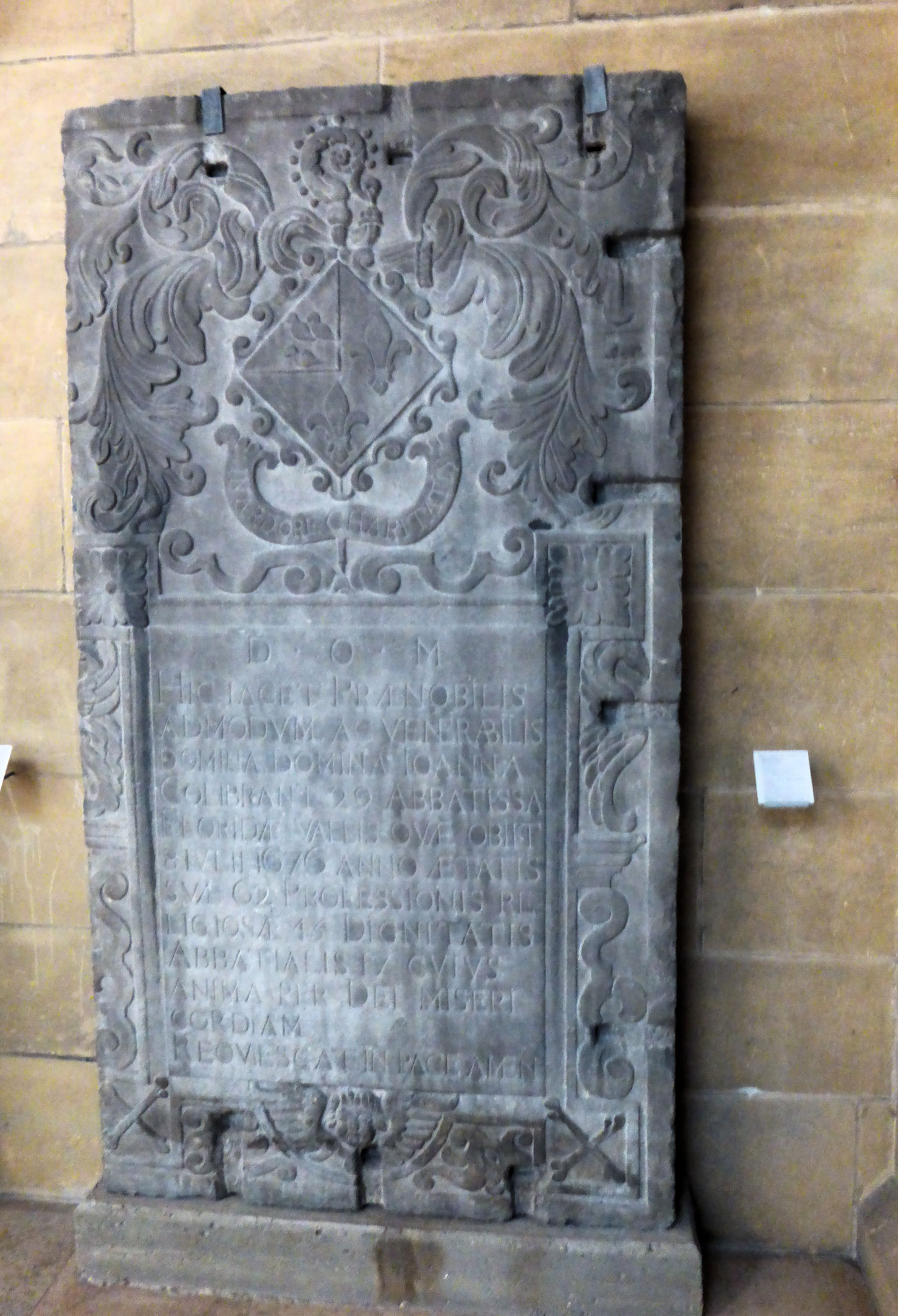
Dale funeraire de dame Jeanne Colibrant, abesse entre 1659 et 1676 collection du Cinquantenaire, Bruxelles

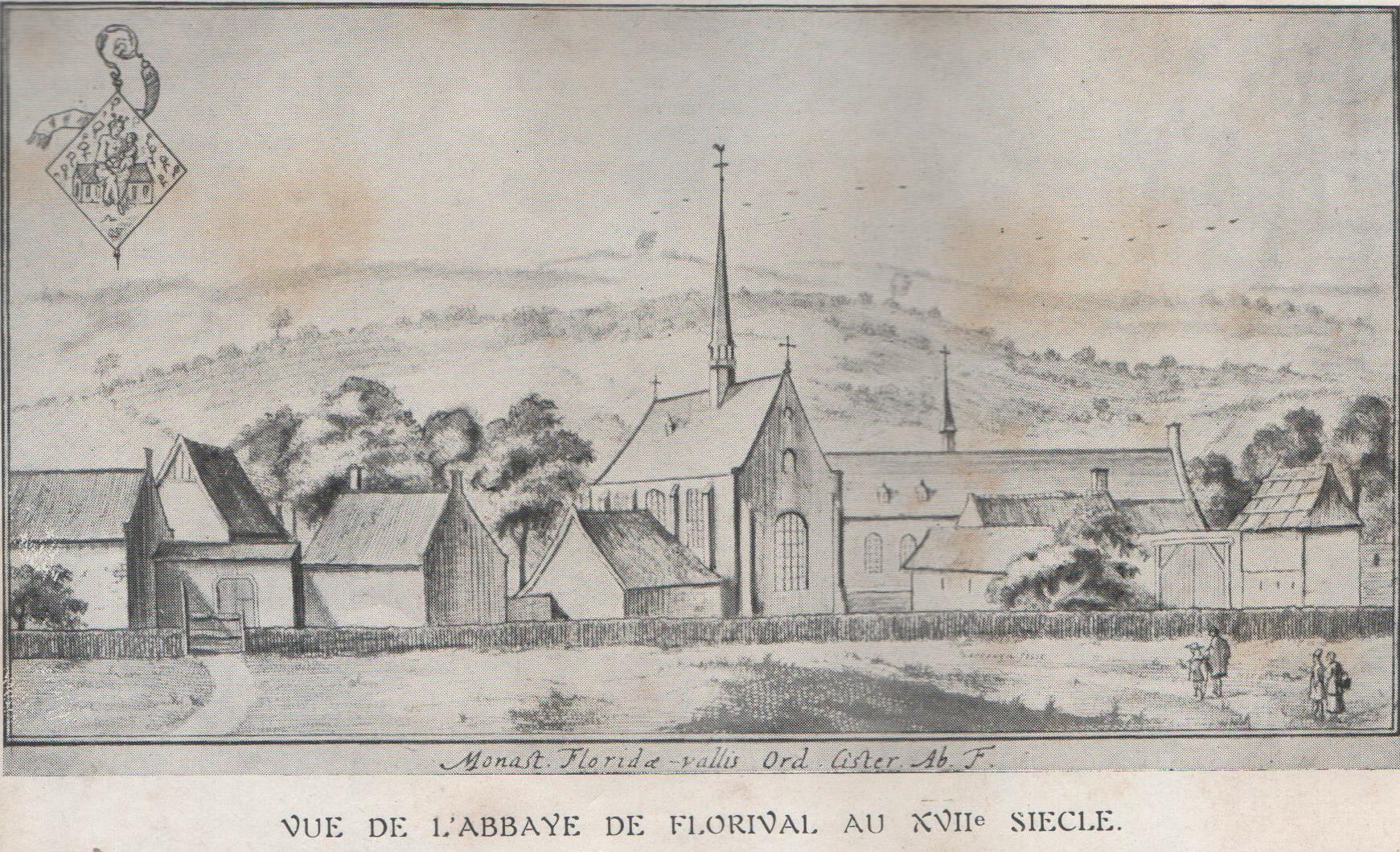
Illustration de l'abbaye en 1692.

Cette période marque le début de la décadence du monastère qui observe une baisse de ferveur, de la part des religieuses, et une baisse significative de ses revenus.
Les guerres sont incessantes et le pays est continuellement livré aux famines et aux épidémies. Les routes étant très dangereuses, les pères abbés - supérieurs hiérarchiques de l'abbaye - ne peuvent plus, ou très rarement, faire leurs visites canoniques régulières ce qui a pour conséquence une nette baisse de rigueur dans l’observation des règles monastiques et détériore la réputation de l’abbaye . La situation financière est désastreuse, les revenus de l’abbaye qui avant les troubles du XVIe siècle s’élèvent à environ 10 000 florins chutent de près de 90% en 1629. 
Un bref sursis est observé durant l’abbatiat de Catherine Ronsmans (1629–1658) mais malgré cela, le passage continuel des soldats venant exiger de quoi boire et manger en détruisant bien souvent les récoltes sur leur passage ne permit pas un redressement durable de la situation. À cela s’ajoutent des différends linguistiques, beaucoup de religieuses ne parlent que le flamand et la plupart des pères confesseurs ne les comprennent pas. Le père abbé de l’époque, Dom Van den Heyden, prit des dispositions en ce sens et à partir de 1629 les dépositions se font également en flamand. 
De nouveaux troubles apparaissent vers 1650 et se manifestent de manière concrète par des vols ou le passage de la troupe venant exiger des vivres à la communauté déjà très pauvre. À partir de 1672 l’abbaye ne perçoit plus le cens des fermiers exploitant ses terres, dévastées par le passage des armées. On peut supposer un nouvel exil de la communauté à cette époque car sur quatre élections (1659, 1676, 1688 et 1690) seule celle de 1688 se déroule à Florival.
Cependant, aucune exaction n’est rapportée sous l’abbatiat d’Ida Bernaerts (1676-1688) qui parvient même à augmenter légèrement les revenus de l’abbaye mais non de manière significative car en 1690 la dette de l’abbaye s’élève à 2913 florins.
Lorsque Dom Jacques Hache, abbé de Villers-en-Brabant fait sa première visite canonique en mai 1717, Madeleine Van Hannewijck en est abbesse depuis 1690. Il s'y trouve une vingtaine de moniales de chœur. Il visite Florival plusieurs fois, soit pour des professions religieuses (1724, 1726, 1729) soit pour les visites canoniques habituelles. Par mandat de l'archiduchesse Marie-Elisabeth il préside également à l'élection (7 avril 1733) de la nouvelle abbesse, Josèphe de la Croix, à la mort de Madeleine Van Hannewijck (11 janvier 1733). À cette époque la situation financière de l'abbaye s'est considérablement détériorée, illustrée par la démarche de Dame Josèphe de la Croix, abbesse de 1733 à 1749, qui demande la remise du droit de sceau pour cause de pauvreté. Il est vrai que, en juin 1732, une tempête dévasta les écluses et un pont établi sur la Dyle causant des dégâts considérables. La discipline monastique de la communauté laisse à désirer, le silence n’est plus strictement observé par les religieuses et des plaintes diverses liés au non-respect du règlement par les moniales sont reçues par Dom Jacques Hache, visiteur canonique, qui en fait par à l'abbesse dans sa 'charte de visite', tout en y reconnaissant également la grande pauvreté du monastère.

### Sursis dans la décadence (1755-1789)

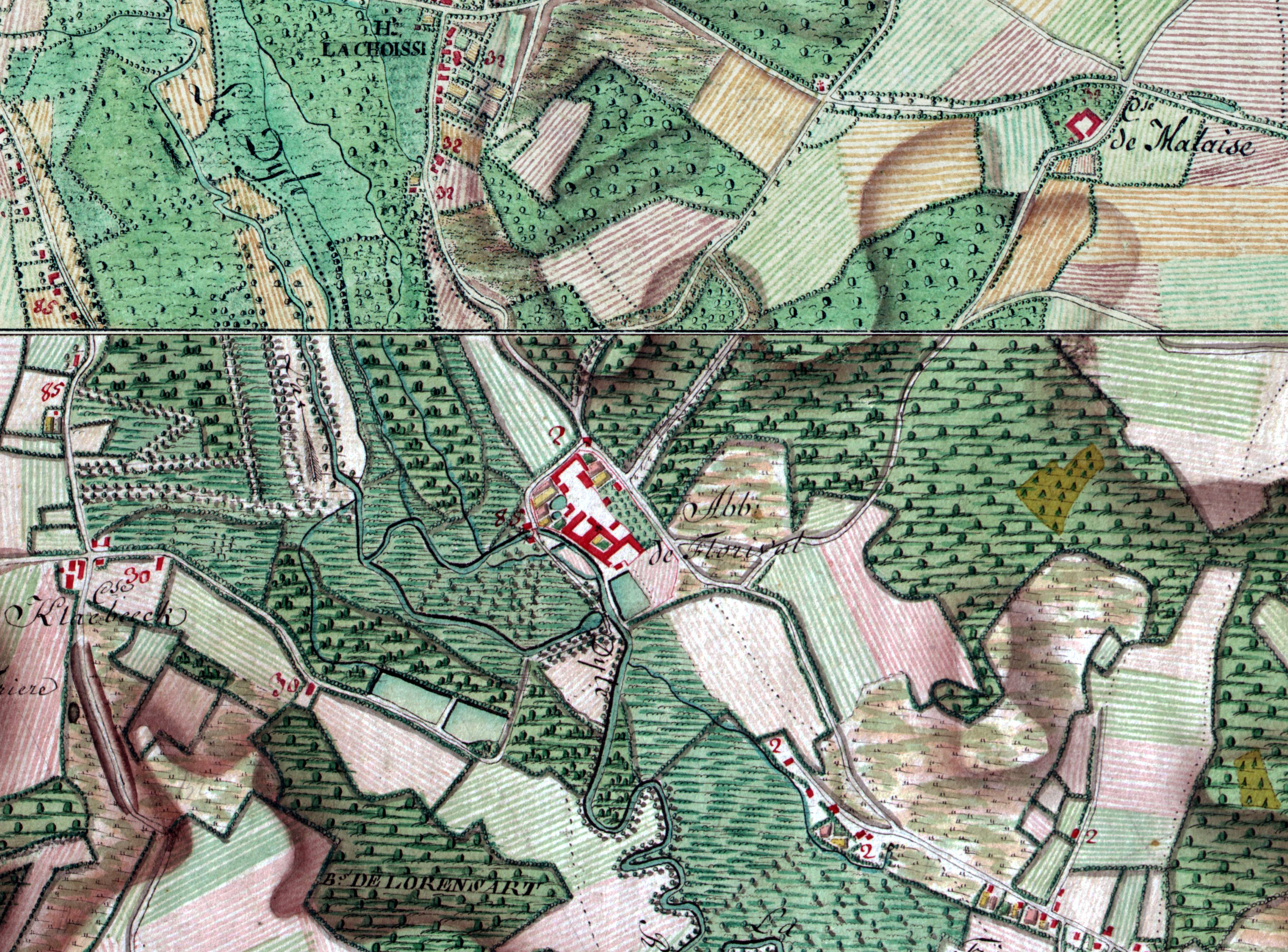
Situation de l'abbaye de Florival et de sa ferme de la Malaise sur la carte de Ferraris (1770-1778).

Un sursis est observé sous l’abbatiat d’Alexandrine de Culembourg (1755-1769) qui parvient grâce au revenu des fermes qui s’améliore et à une levée par octroi de 40000 florins à faire réparer une partie des bâtiments. Une gestion efficace de l’abbaye continua avec l’abbatiat de Ferdinande de Furlong (1769-1789) mais la situation se dégrade à nouveau dans la dernière décennie du XVIIIe siècle.

### Révolution brabançonne et fermeture du monastère (1789-1798)
La révolution brabançonne jette le pays dans la confusion et l’abbaye se retrouve livrée à elle-même à la mort de l’abbesse. Les religieuses, après une année sans direction, prennent alors l’initiative d’élire elles-mêmes la nouvelle abbesse, Ursule de Bauloye (1791-1796), qui sera la dernière abbesse d'une abbaye qui vit ses dernières années. Après leur victoire à Fleurus en 1794, les troupes révolutionnaires françaises se rendent maitres des Pays-Bas Autrichiens et s'y comportent comme en pays conquis. Les biens du clergé sont confisqués, la communauté est dispersée et les bâtiments de l’abbaye sont vendus comme biens nationaux en 1798.

## Les bâtiments après 1798
Les bâtiments sont vendus le 27 janvier 1798 en trois lots pour la somme de 1 375 000 livres, le lot principal est transformé en atelier de blanchissage et de tissage de lin par la famille Cumont. Les bâtiments sont incendiés en 1854 et rachetés plus tard par la famille Oldenhoven qui y ajoute une résidence. Aujourd’hui le site est occupé par le Centre Fédéral de Formation des Services de Secours, situé dans la rue qui porte le nom de l’abbaye, rue de Florival.